# ويليام ولز
ويليام ولز (14 مارس 1881 - 18 مارس 1939 في المملكة المتحدة)  (بالإنجليزية: William Wells)‏ هو لاعب كريكت بريطاني (وحمل سابقاً جنسية المملكة المتحدة لبريطانيا العظمى وأيرلندا).